# Tan Dun
Tan Dun —pinyin: Tán Dùn, 譚盾 (谭盾)— (nacido en 1957, Si Mao, Hunan Central) es un compositor de música clásica contemporánea chino, residente en Nueva York.
Es conocido por las bandas sonoras de las películas Wò hǔ cáng lóng, por la que ganó el premio Óscar, el premio Grammy y el premio Bafta, y por Hero, así como para la música utilizada para la transmisión de El Día del Milenio (2000 Today) y la música para la ceremonia inaugural de los Juegos Olímpicos de Beijing 2008.
Es 2013, fue nombrado embajador de UNESCO.

## Primeros años en China
Tan Dun nació en la aldea de Simaonae, Changsha en la provincia Hunan de China Continental. Cuando niño, estaba fascinado por el papel del shimaon que intentaba reproducir en su pueblo, el shimaon llevaba a cabo rituales y ceremonias, a menudo con música hecha con objetos orgánicos, tales como rocas y agua. Sin embargo, la revolución [cultural] china encontró este tipo de prácticas "retrógradas" y fue enviado, para que no se viera mal, a trabajar como plantador de arroz en una de las numerosas comunas gubernamentales.
Eso, sin embargo, tuvo poco efecto sobre su afinidad por la música. Creó su propio grupo musical, formado por los campesinos de la aldea tocando todo lo que pudieran, a veces incluso golpeando ollas y cacerolas. Fue a partir de estos campesinos, que empezó a aprender a tocar instrumentos de cuerda tradicional de China.
Salió de la comuna al formar parte de una compañía itinerante patrocinada por el gobierno de la Ópera de Pekín. Cuando un ferry lleno de artistas intérpretes naufragó cerca de la comuna, matando a varios de ellos, Tan, reconocido por su talento, fue contratado por la compañía y salió de la inspiradora comuna.
Desde allí se dirigió a la Conservatorio Central de Música en Pekín y estudió con músicos como Tōru Takemitsu, que influyó fuertemente en su musicalidad y su sentido del estilo musical.
Es ganador de un premio Óscar por la banda sonora de Wò hǔ cáng lóng.

## Obras
- 2000 Today, A World Symphony For The Millennium (1999)
- Concierto para piano "El Fuego" (2008)
- Sinfonía de Internet "Eroica" (2008)
- Pasión del Agua, según San Mateo (2012)

### Óperas
- Marco Polo, con un libreto de Paul Griffiths fue estrenada en la Bienal de Múnich, el 7 de mayo de 1996, y ganó el Premio Grawemeyer de 1998 de Composición musical. La ópera se repuso por la De Nederlandse Opera en Ámsterdam en noviembre de 2008.

- Peony Pavilion, basada en un texto de Tang Xianzu estrenada en el Wiener Festwochen, en Viena, el 12 de mayo de 1998.

- Tea: A Mirror of Soul, con un libreto de Tan y Xu Ying, fue un encargo del Suntory Hall en Tokio, Japón y se estrenó allí el 22 de octubre de 2002. La ópera se estrenó en los Estados Unidos el 21 de julio de 2007 en la Ópera de Santa Fe en Santa Fe (Nuevo México).

- The First Emperor, se estrenó el 21 de diciembre de 2006 en la ciudad de Nueva York, en la Metropolitan Opera, que había encargado la obra, con el compositor dirigiendo. El libreto, obra de Tan y Ha Jin, se basa en la vida del primer emperador de China, Qin Shi Huang, que unificó el país y construyó una primera versión de la Gran Muralla. La producción correspondió al director Zhang Yimou.  Plácido Domingo cantó el rol titular, con Elizabeth Futral como la hija del emperador y Paul Groves como el músico Gao Jianli. La ópera se repuso en el Metropolitan Opera (de nuevo con Plácido Domingo en el rol titular), dos años más tarde, y también se ha producido en la ópera de Karlsruhe, Alemania.

### Bandas sonoras
- Don't Cry, Nanking (1995)
- Wò hǔ cáng lóng, o Wo hu cang long (2000)
- Hero, o Ying xiong (2002)
- The Banquet, o Ye yan (2006)

## Premios y distinciones
Premios Óscar
| Año  | Categoría              | Película       | Resultado |
| ---- | ---------------------- | -------------- | --------- |
| 2001 | Mejor banda sonora     | Tigre y dragón | Ganador   |
| 2001 | Mejor canción original | Tigre y dragón | Nominado  |